# Eurostar Trophy

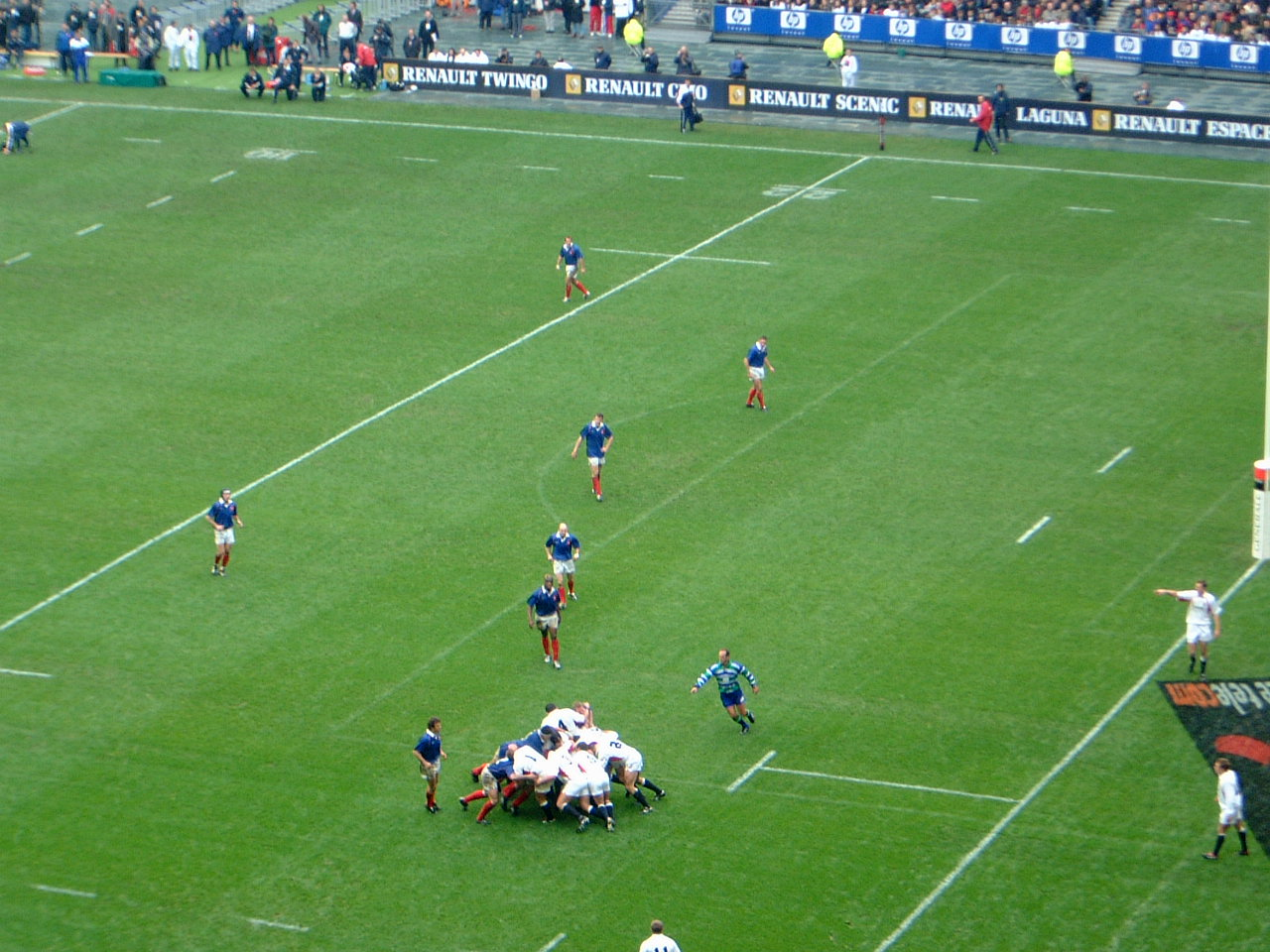
De wedstrijd om de Eurostar Trophy in 2002.

De Eurostar Trophy (Frans: Trophée Eurostar), is een internationale rugby union-prijs die jaarlijks wordt uitgereikt aan de winnaar van de wedstrijd tussen Frankrijk en Engeland op het Zeslandentoernooi.
De Trophée Eurostar is vergelijkbaar met de Calcutta Cup, een rugbywedstrijd die elk jaar wordt gehouden tussen Engeland en Schotland, en de Millennium Trophy, een rugbywedstrijd gehouden tussen Engeland en Ierland. Beide prijzen worden ook betwist tijdens het zeslandentoernooi.

## Overzicht
| Details      | Gespeeld | Gewonnen Frankrijk | Gewonnen Engeland | Gelijkspel | punten Frankrijk | punten Engeland |
| ------------ | -------- | ------------------ | ----------------- | ---------- | ---------------- | --------------- |
| In Frankrijk | 13       | 9                  | 4                 | 0          | 282              | 223             |
| In Engeland  | 13       | 2                  | 11                | 0          | 261              | 367             |
| Totaal       | 26       | 11                 | 15                | 0          | 543              | 590             |

## Resultaten
| Jaar | Thuis     | Score   | Uit       | Datum       | Plaats                                    |
| ---- | --------- | ------- | --------- | ----------- | ----------------------------------------- |
| 2000 | Frankrijk | 9 - 15  | Engeland  | 19 februari | Stade de France, Saint-Denis              |
| 2001 | Engeland  | 48 - 19 | Frankrijk | 7 april     | Twickenham                                |
| 2002 | Frankrijk | 20 - 15 | Engeland  | 2 maart     | Stade de France, Saint-Denis              |
| 2003 | Engeland  | 25 - 17 | Frankrijk | 15 februari | Twickenham                                |
| 2004 | Frankrijk | 24 - 21 | Engeland  | 27 maart    | Stade de France, Saint-Denis              |
| 2005 | Engeland  | 17 - 18 | Frankrijk | 13 februari | Twickenham                                |
| 2006 | Frankrijk | 31 - 6  | Engeland  | 12 maart    | Stade de France, Saint-Denis              |
| 2007 | Engeland  | 26 - 18 | Frankrijk | 11 maart    | Twickenham                                |
| 2008 | Frankrijk | 13 - 24 | Engeland  | 23 februari | Stade de France, Saint-Denis              |
| 2009 | Engeland  | 34 - 10 | Frankrijk | 15 maart    | Twickenham                                |
| 2010 | Frankrijk | 12 - 10 | Engeland  | 20 maart    | Stade de France, Saint-Denis              |
| 2011 | Engeland  | 17 - 9  | Frankrijk | 26 februari | Twickenham                                |
| 2012 | Frankrijk | 22 - 24 | Engeland  | 11 maart    | Stade de France, Saint-Denis              |
| 2013 | Engeland  | 23 - 13 | Frankrijk | 23 februari | Twickenham                                |
| 2014 | Frankrijk | 26 - 24 | Engeland  | 1 februari  | Stade de France, Saint-Denis              |
| 2015 | Engeland  | 55 - 35 | Frankrijk | 21 maart    | Twickenham                                |
| 2016 | Frankrijk | 21 - 31 | Engeland  | 19 maart    | Stade de France, Saint-Denis              |
| 2017 | Engeland  | 19 - 16 | Frankrijk | 4 februari  | Twickenham                                |
| 2018 | Frankrijk | 22 - 16 | Engeland  | 10 maart    | Stade de France, Saint-Denis              |
| 2019 | Engeland  | 44 - 8  | Frankrijk | 10 februari | Twickenham                                |
| 2020 | Frankrijk | 24 - 17 | Engeland  | 2 februari  | Stade de France, Saint-Denis              |
| 2021 | Engeland  | 23 - 20 | Frankrijk | 13 maart    | Twickenham                                |
| 2022 | Frankrijk | 25 - 13 | Engeland  | 19 maart    | Stade de France, Saint-Denis              |
| 2023 | Engeland  | 10 - 53 | Frankrijk | 11 maart    | Twickenham                                |
| 2024 | Frankrijk | 33 - 31 | Engeland  | 16 maart    | Parc Olympique Lyonnais, Décines-Charpieu |
| 2025 | Engeland  | 26 - 25 | Frankrijk | 8 februari  | Twickenham                                |